# Малатеста I Малатеста
Вижте пояснителната страница за други личности с името Малатеста Малатеста.
Малатеста I Малатеста, наречен дела Пена (на италиански: Malatesta I Malatesta detto della Penna; * 1183, Пенабили; † ноември 1248, Римини) е италиански кондотиер, от 1239 – 1248 г. подест на Римини, господар на Пенабили и на Пистоя (1223).

## Произход
Син е на Малатеста Малатеста-младши († 1197) и на Алабурга.

## Биография
Губи баща си в ранна възраст и е принуден да се премести при чичо Джовани, член на Генералния съвет на Комуна Римини.
Първото появяване на Малатеста в публични документи датира от 1197 г., когато той се оказва в центъра на деликатни преговори с Комуна Римини, подкрепяна от чичо си Джовани и от жителите на Верукио. Двамата Малатеста се заклеват, че контролът над Верукио всъщност е предаден на Комуна Римини.
На 18 март 1216 г. Джовани и Малатеста влизат в Римини, полагайки клетва за гражданство, извличайки множество предимства, като това, което ги освобождава от всички данъци и събирания, и това на признаването на пълна юрисдикция над техните владения и пряк контрол над жителите.
През 1228 г. той е кмет на Пистоя и води редиците на Пистоя срещу Флоренция в битката при Вайрано, където е пленен, но след кратко време е освободен. Тъй като се противопоставя на легата на папа Григорий IX, е отлъчен от Църквата заедно с хората от Пистоя.
Като горещ поддръжник на Фридрих II получава титла от императора и се ангажира да служи на съюза, създаден между градовете Равена, Форли и Фаенца на 20 май 1230 г.
През 1239 г. е кмет на Римини за първи път и за втори път през 1247 г.
Умира на 64-65-годишна възраст през 1248 г.

## Брак и потомство
∞ за Аделазия, от която има една дъщеря и двама сина:
- Емилия Малатеста
- Джовани Малатеста
- Малатеста да Верукио (* 1212, † 1312), подест, 1295 господар на Римини, кондотиер, ∞ 1. 1248 за Конкордия дей Пандолфини от Виченца, от която има четирима сина и една дъщеря, ∞ 2. 1266 за Маргерита Палтениери от Монселиче, от която има един син и две дъщери

### Други
- Malatesti, signori di Rimini 1295 Архив на оригинала от 2016-03-04 в Wayback Machine.
- La Signoria dei Malatesta di Rimini